# ROCS Thái Bình (F-22)
ROCS Thái Bình (F-22) là một tàu khu trục lớp Evarts thuộc biên chế của Hải quân Trung Hoa Dân Quốc. 
Tên tàu đã được đặt tên cho đảo Itu Aba là một đảo san hô thuộc cụm Nam Yết của quần đảo Trường Sa. Đảo này nằm cách đảo Sơn Ca 6,2 hải lý (11,5 km) về phía tây và cách đảo Nam Yết khoảng 11 hải lý (20,4 km) về phía đông bắc. Đây là đảo tự nhiên có diện tích lớn nhất Trường Sa. Hiện Trung Hoa Dân Quốc (Đài Loan) đang kiểm soát đảo này.
Tàu nguyên là USS Decker (DE-47) thuộc biên chế Hải quân Hoa Kỳ chế tạo trong Chiến tranh Thế giới thứ hai. Tàu bắt đầu đóng vào ngày 24 tháng 7 năm 1942.

## Phục vụ Hải quân Trung Hoa Dân Quốc
Vào ngày 28 tháng 8 năm 1945, tàu được cho thuê tới Trung Hoa Dân Quốc. Decker đã được trả lại theo hợp đồng cho thuê và chuyển giao viễn vĩnh cho Trung Hoa Dân Quốc vào 7 tháng 2 năm 1948 và đổi tên thành ROCS Thái Bình (F-22; tiếng Trung: 太平). ROCS Thái Bình là một trong bốn tàu chiến được Trung Hoa Dân Quốc gửi đi vào 6 tháng 11 năm 1946 nhằm tuyên bó chủ quyền ở khu vực Biển Nam Trung Hoa. Vào 12 tháng 12 năm 1946. Thái Bình đến đảo Itu Aba, trở thành tàu của chính phủ Trung Quốc đầu tiên ghé thăm quần đảo Trường Sa. (Một lực lượng Mỹ đã đổ bộ vào Itu Aba vào tháng 11 năm 1945 và phát hiện ra rằng quân đội Nhật Bản trong thời chiến tranh thế giới thứ hai đã rời đi). Một chiến hạm Pháp, FR Chevreuil cũng đã đổ bộ một nhóm vào Itu Aba vào tháng 10 năm 1946, hai tháng trước khi Thái Bình tới. Chính phủ Trung Hoa Dân Quốc đã đặt tên cho Itu Aba là đảo Thái Bình (Việt Nam gọi là đảo Ba Bình) để tôn vinh con tàu. Vào ngày 14 tháng 11 năm 1954, một tàu phóng lôi của Cộng Hòa Nhân Dân Trung Hoa đánh chìm "Thái Bình" tại khu vực Quần đảo Tachen.